# Kongo (řeka)
Kongo (francouzsky Congo, portugalsky Rio Congo, v letech 1971 až 1997 nazývaná Zair) je nejvodnatější řeka v Africe a druhá nejvodnatější na Zemi po Amazonce. Co se týká délky je se svými 4 667 km druhá nejdelší v Africe po Nilu. Její povodí je v Africe největší a je druhým největším říčním povodím na světě (opět po Amazonce). Má rozlohu 3 680 000 km² a leží převážně v Konžské pánvi a okolních hornatinách. Řeka a většina jejích přítoků protéká Konžským deštným pralesem, což je (po Amazonském pralese) druhý největší tropický deštný prales světa. Řeka tvoří přirozenou hranici mezi Konžskou republikou a Konžskou demokratickou republikou a v poslední části před ústím rovněž severní hranici Angoly. Na jejích březích se nacházejí hlavní města Brazzaville a Kinshasa.

## Průběh toku

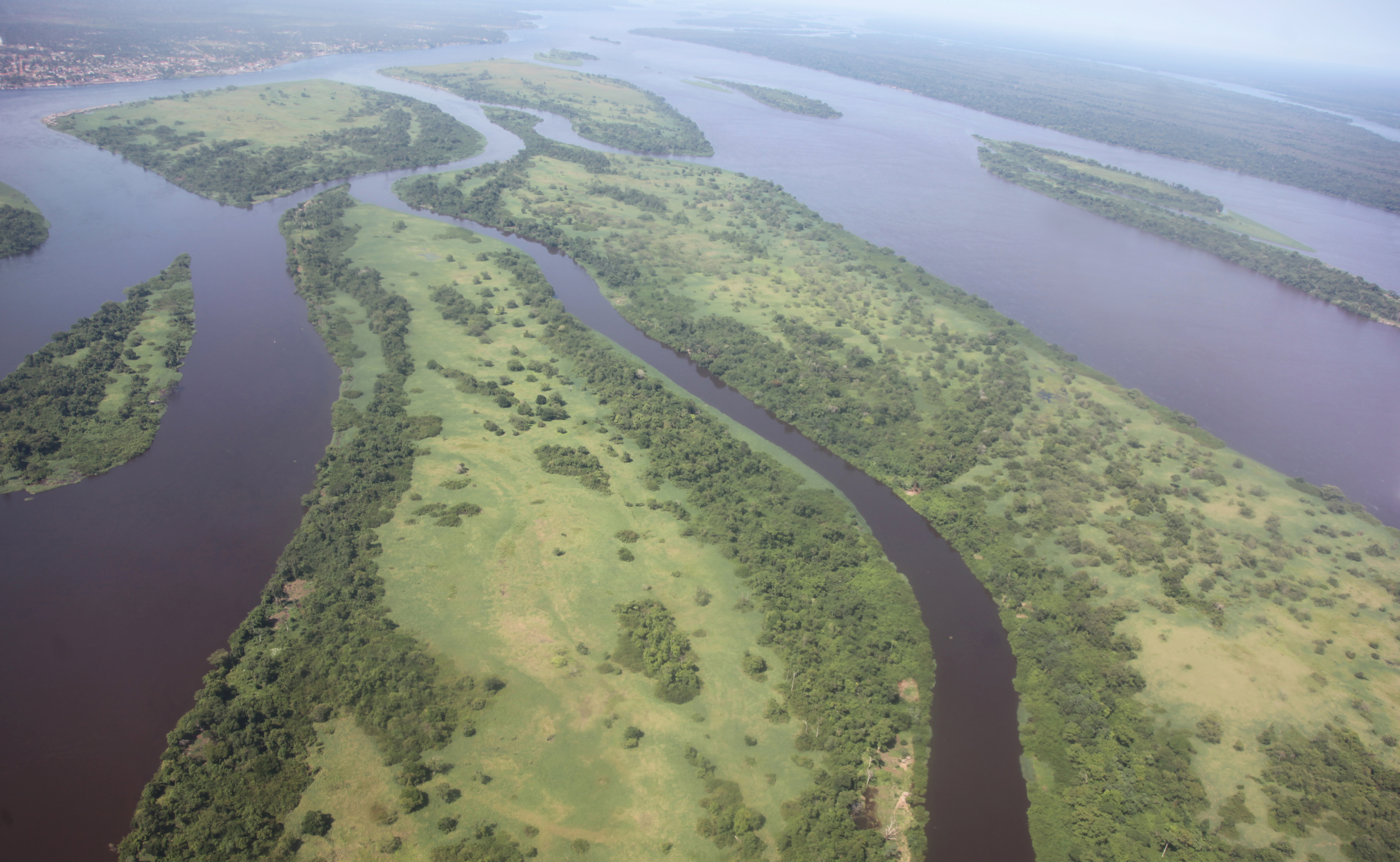
Kongo poblíž města Kisangani

Podle stavby říčního údolí se tok řeky dělí na tři části.
- Horní tok (2100 km) – od pramenů k Boyomským vodopádům. Tento úsek řeky se nazývá Lualaba.
- Střední tok (1700 km) – od Boyomských vodopádů ke Kinshase. Na tomto úseku řeka protéká Konžskou pánví. Má klidný charakter a neznatelný spád (0,07 ‰). Říční břehy jsou převážně nízké a ploché, často bažinaté a představují řetězec jezerům podobných rozšíření, která jsou široká až 15 km. Ta se střídají se zúženími o šířce 2 až 5 km. Ve střední části pánve se zaplavovaná území řeky a jejich pravých přítoků (Ubangi, Sanga) spojují a vytvářejí jednu z největších periodicky zaplavovaných oblastí na Zemi. Jak se řeka přibližuje k západnímu okraji pánve její charakter se mění. Je semknuta mezi vysoké (až 100 m) a prudké břehy a zužuje se místy až na 1 km. Hloubka zde dosahuje 20 až 30 m a rychlost toku se zvyšuje. Tento zúžený úsek (tzv. Kanál) přechází v jezerovité rozšíření Malebo, kterým střední tok končí.
- Dolní tok (500 km) – od Kinshasy k ústí do Atlantského oceánu u města Banana. Na tomto úseku řeka protéká k oceánu přes Jihoguinejskou vysočinu v hluboké (až 500 m) soutěsce. Šířka koryta se pohybuje mezi 400 až 500 m a místy se zmenšuje na 220 až 250 m. Na vzdálenosti mezi Kinshasou a Matadi řeka klesá o 270 m, přičemž vytváří přibližně 70 peřejí a vodopádů, které se dohromady nazývají Livingstonovy vodopády a jsou považovány za nejvodnější na světě. U Matadi řeka vtéká do přímořské roviny a koryto se rozšiřuje na 12 km. Hloubka zde dosahuje 25 až 30 m. Poblíž města Boma začíná estuár, jehož šířka ve střední části je až 19 km, poté se zužuje na 3,5 km a znovu směrem k ústí rozšiřuje na 9,8 km. Horní a střední část estuáru jsou tvořeny vznikající mladou deltou. Prodloužením estuáru je podvodní proud dlouhý nejméně 800 km.

### Hlavní přítoky
- Horní tok (Lualaba)
  - Lufira, Luvua, Lukuga (zprava)
- Střední tok
  - Lomami, Lulonga, Ruki, Kasai (největší levý přítok, který se mezi přítokem Fimi a ústím nazývá Kwa), Nsele (zleva)
  - Lindi, Tshopo, Aruwimi, Itimbiri, Mongala (se smutně proslulým přítokem Ebola), Ubangi (největší přítok), Likouala, Sangha (zprava)
- Dolní tok
  - Inkisi, Bombo

### Jezera
K systému řeky náleží několik velkých jezer. Jsou to Tanganika a Kivu v povodí Lukugy, Bangweulu a Mweru v povodí Luvuy, Mai Ndombe v povodí Kasai a Tumba spojena průtokem Irebu přímo s Kongem.

## Vodní režim
Na průtok řek v povodí Konga mají vliv převážně bohaté dešťové srážky. Většina přítoků je na severní polokouli a má maximum od září do listopadu. Přítoky z jižní polokoule včetně horního toku Lualaby mají maximum od dubna do května. Na středním a především dolním toku je sezónní kolísání menší díky vyváženosti severních a jižních přítoků a tok Konga je tak přirozeně regulován. Za rok dochází ke dvěma vzestupům a dvěma poklesům vodní hladiny. Na středním toku závisí vzestup hladiny na podzimním maximu Lualaby a připadá na květen až červen a má druhotný charakter. Hlavní vzestup je zde ale způsoben severními přítoky v listopadu a v prosinci. Na dolním toku nastává hlavní vzestup také v listopadu a v prosinci a méně významný z dubna až května je způsoben podzimním maximem řeky Kasai. Průměrný průtok za rok při ústí činí 41 800 m³/s. V nejvodnějším měsíci prosinci dosahuje 60 000 m³/s a v nejméně vodném červenci 29 000 m³/s. Absolutní krajní hodnoty jsou 23 000 a 75 000 m³/s. Celkový roční odtok je 1230 až 1453 km³. Ohromná masa vody oslazuje oceán do vzdálenosti 75 km od břehu. Úsekem u ústí nese řeka 50 Mt pevných částic za rok.

## Využití

### Energetika
Co se týká zásob vodní energie zaujímá Kongo první místo na světě. Z toho se však využívá pouze zanedbatelné množství (Le Marinel, Delcomiun). Dolní tok řeky nabízí vynikající podmínky pro budování vodních elektráren na světě (převýšení 96 m na 15 km). Mohla by zde vzniknout svou produkcí největší soustava vodních elektráren na světě. Již zbudované vodní elektrárny Inga I a Inga II a slouží převážně pro Kinshase. Elektrárny byly zbudovány také pro provincii Shaba, která díky těžbě mědi patří mezi hospodářské základny země. Bylo zbudováno 1800 km elektrického vedení (700 000 V pro snížení ztrát na této velké vzdálenosti). Vedení nicméně neslouží k napájení oblastí mezi Kinshasou a Shabou – cílem bylo zvýšit kontrolu hlavního města nad touto oblastí, která se již v minulosti snažila o odtržení. Díky snižování produkce dolů však hlavním spotřebitelem zůstalo obyvatelstvo Kinshasy, město tak má dobré veřejné osvětlení i ve svých nejodlehlejších částech.

### Doprava

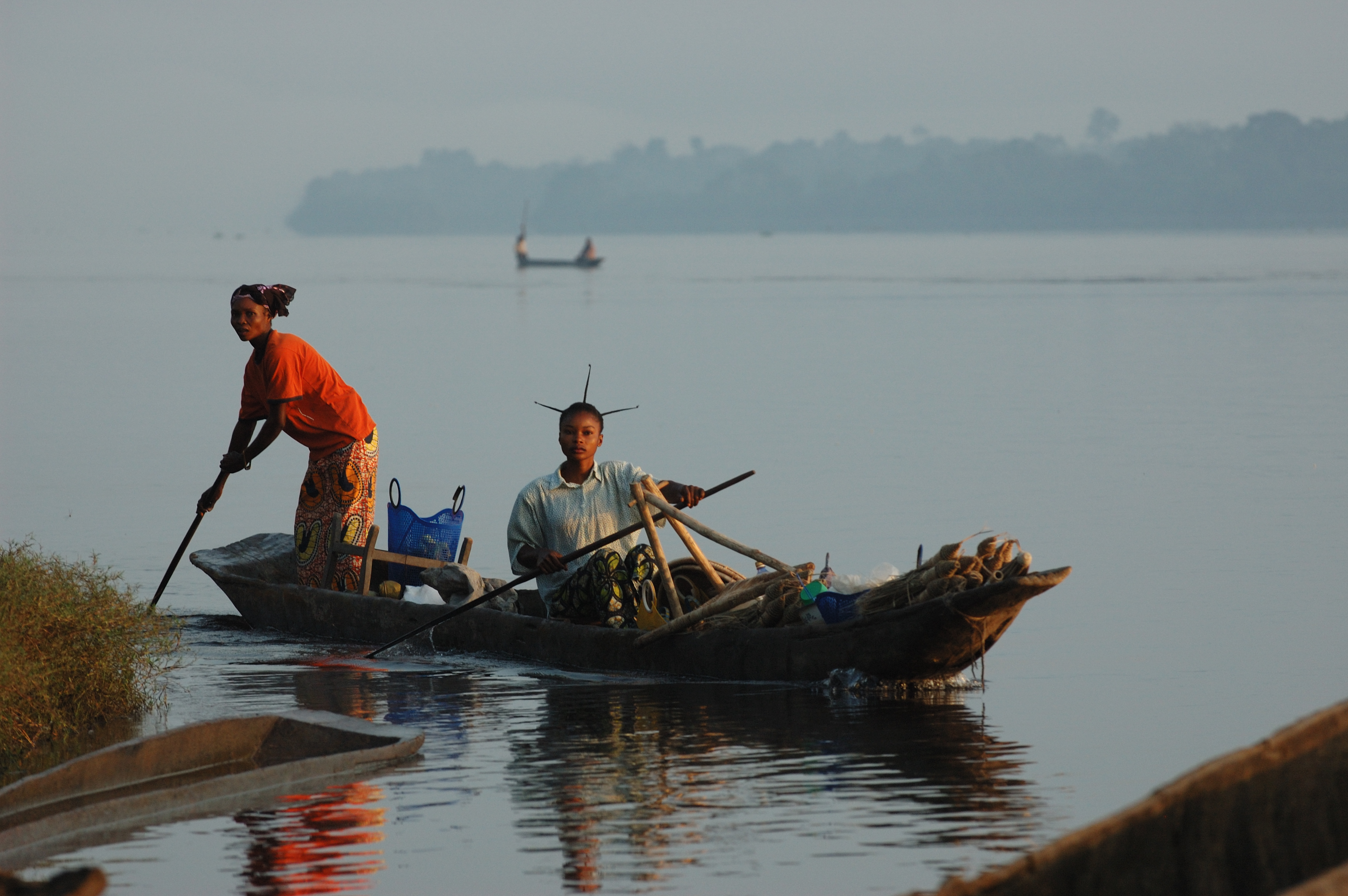
Lidé žijící na březích Konga

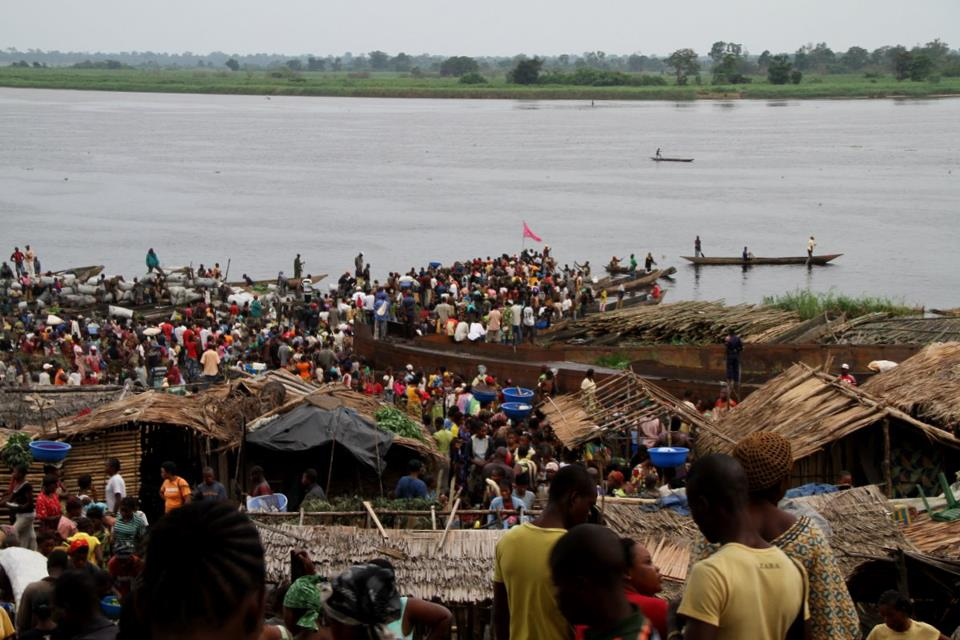
Trh ve městě Mbandaka na břehu Konga

Celková délka splavných vodních cest po řekách a jezerech v povodí řeky činí přibližně 20 000 km. Většina splavných úseků je v Konžské pánvi, kde představují jeden velký rozvětvený vodní systém, který je však od oceánu oddělen Livingstonovými vodopády na dolním toku. Čtyři hlavní úseky vhodné pro vodní dopravu na samotné řece jsou:
- Bukama – Kongolo (645 km) – na Lualabě
- Kindu – Ubundu (300 km) – Lualabě
- Kisangani – Kinshasa (1742 km)
- Matadi – Atlantský oceán (138 km) – dostupný pro námořní lodě

Jednotlivé splavné úseky jsou pospojovány železnicemi. Hlavní říční a jezerní přístavy v povodí jsou Kinshasa, Brazaville, Mbandaka, Kisangani, Ubundu, Kindu, Kongolo, Kabalo, Bukama, Bangi (Ubangi), Ilebo aneb Port Franki (Kasai), Kalima, Kigoma, Bujumbura (Tanganika), Bukavu (Kivu). Na dolním toku je to námořní přístav Matadi s vnějším přístavem Ango-Ango, dále Boma a Banana.

### Rybářství
Řeky a jezera v povodí jsou bohatá na ryby. Vyskytuje se v nich více než 1000 druhů, z nichž mnohé mají průmyslové využití (okoun nilský, tlamouni, parmy, tygří ryby, sladkovodní sledi).

## Historie
Ústí řeky bylo objeveno v roce 1482 (podle jiných zdrojů 1484) portugalským mořeplavcem Diogem Cãem. Horní tok (Lualaba) byl objeven Davidem Livingstonem v roce 1871. Velkou část toku prozkoumal Henry Morton Stanley v letech 1876 až 1877